# Seznam dílů seriálu Melrose Place (2009)
Toto je seznam dílů seriálu Melrose Place. Americký dramatický televizní seriál Melrose Place byl vysílán od 8. září 2009 do 13. dubna 2010 na stanici The CW.

## Přehled řad
| Řada | Díly | Premiéra v USA | Premiéra v USA | Premiéra v ČR  | Premiéra v ČR  |
| Řada | Díly | První díl      | Poslední díl   | První díl      | Poslední díl   |
| ---- | ---- | -------------- | -------------- | -------------- | -------------- |
| 1    | 18   | 8. září 2009   | 13. dubna 2010 | 13. ledna 2010 | 23. ledna 2012 |

## Seznam dílů
Česká premiéra 13.–18. dílu byla vysílána přibližně v 05:30, v seznamu je datum české premiéry uvedeno podle televizního dne, tj. hodiny 00:00–06:00 se počítají k předchozímu kalendářnímu dni.
| Č. v seriálu | Název         | Český název | Režie            | Scénář                                                  | Premiéra v USA     | Premiéra v ČR  |
| ------------ | ------------- | ----------- | ---------------- | ------------------------------------------------------- | ------------------ | -------------- |
| 1            | Pilot         |             | Davis Guggenheim | Todd Slavkin a Darren Swimmer                           | 8. září 2009       | 13. ledna 2010 |
| 2            | Nightingale   |             | Greg Beeman      | Liz Tigelaar                                            | 15. září 2009      | 20. ledna 2010 |
| 3            | Grand         |             | Allan Arkush     | Caroline Dries                                          | 22. září 2009      | 27. ledna 2010 |
| 4            | Vine          |             | Fred Toye        | Daniel Thomsen Dries                                    | 29. září 2009      | 3. února 2010  |
| 5            | Canon         |             | Norman Buckley   | Chris Fife                                              | 6. října 2009      | 10. února 2010 |
| 6            | Shoreline     |             | Roxann Dawson    | Alex McNally                                            | 13. října 2009     | 17. února 2010 |
| 7            | Windsor       |             | Patrick Norris   | Jonathan Caren                                          | 20. října 2009     | 24. února 2010 |
| 8            | Gower         |             | David Barrett    | Caprice Crane                                           | 3. listopadu 2009  | 26. září 2010  |
| 9            | Ocean         |             | Liz Friedlander  | David Babcock                                           | 10. listopadu 2009 | 2. října 2010  |
| 10           | Cahuenga      |             | Michael Fields   | Caroline Dries                                          | 17. listopadu 2009 | 9. října 2010  |
| 11           | June          |             | David Paymer     | Dan Thomsen                                             | 1. prosince 2009   | 10. října 2010 |
| 12           | San Vicente   |             | Bethany Rooney   | námět: Todd Slavkin a Darren Swimmer scénář: Chris Fife | 8. prosince 2009   | 16. října 2010 |
| 13           | Oriole        |             | Greg Beeman      | Alex McNally                                            | 9. března 2010     | 18. ledna 2012 |
| 14           | Stoner Canyon |             | Seith Mann       | námět: Caprice Crane scénář: Caroline Dries             | 16. března 2010    | 19. ledna 2012 |
| 15           | Mulholland    |             | J. Miller Tobin  | David Babcock                                           | 23. března 2010    | 20. ledna 2012 |
| 16           | Santa Fe      |             | Greg Beeman      | Dan Thomsen a Alex McNally                              | 30. března 2010    | 21. ledna 2012 |
| 17           | Sepulveda     |             | Norman Buckley   | Caroline Dries                                          | 6. dubna 2010      | 22. ledna 2012 |
| 18           | Wilshire      |             | Greg Beeman      | Darren Swimmer a Todd Slavkin                           | 13. dubna 2010     | 23. ledna 2012 |